# Leonel Gancedo
Leonel Gancedo (Buenos Aires, 23 gennaio 1971) è un ex calciatore argentino, di ruolo centrocampista.

## Carriera
Inizia a giocare nell'Argentinos Juniors, con cui disputa cinque stagioni. Poi passa al River Plate, vincendo tra l'altro tre campionati di Apertura e due di Clausura in Argentina, una Coppa Libertadores e una Supercoppa Libertadores.
Nel 2000 si trasferisce in Spagna, giocando per tre anni all'Osasuna e poi uno al Real Murcia. Nel 2004 torna in patria all'Huracán, per poi passare ai colombiani dell'América de Cali.

## Palmarès
- Campionato argentino: 5

River Plate: Apertura 1996, Clausura 1997, Apertura 1997, Apertura 1999, Clausura 2000
- Coppa Libertadores: 1

River Plate: 1996
- Supercoppa Libertadores: 1

River Plate: 1997